# Алан Червінський
Алан Червінський (пол. Alan Czerwiński, нар. 2 лютого 1993, Олькуш, Польща) — польський футболіст, фланговий захисник клубу ГКС (Катовиці).

## Ігрова кар'єра

### Клубна
На молодіжному рівні Алан Червінський виступав за молодіжні команди клубів «Вісла» (Краків) та «Рекорд» з Бельсько-Бяла. Починаючи з 2012 року Червінський грав у складі клубу Першої ліги «Катовіце». Де двічі - у 2016 та 2017 роках отримував приз кращому гравцеві команди.
З 2017 року три сезони Червінський грав у клубі Екстракласа «Заглемб'є». 28 липня 2017 року  у матчі проти «Термаліка Брук-Бет» Червінський дебютував на вищому рівні в Екстракласі.
У січні 2020 року Червінський підписав трирічний контракт з познаньським «Лехом». Контракт вступав в дію з початком сезону 2020/21. У складі «Леха» футболіст вперше зіграв у матчах єврокубків. Також разом з «Лехом» захисник вигравав національний чемпіонат Польщі.

### Збірна
У жовтні 2020 року у товариському матчі проти команди Фінляндії Алан Червінський дебютував у складі національної збірної Польщі.

## Титули
Лех
 Чемпіон Польщі: 2021/22